# Klaffung
Als Klaffung wird in naturwissenschaftlichen und technischen Fachgebieten das Sich-Öffnen eines Zwischenraums (Spalte) oder eine unerwartete Diskrepanz zweier geometrischer Größen bezeichnet.
Einige Beispiele für die Verwendung dieses Terminus sind:
- In der Kartografie die kleine Differenz in den Kartenecken, wenn man mehrere Blätter einer Landkarte aneinanderlegt. Diese Klaffung (i. a. unter 1 mm) kann auf die Kartenprojektion zurückgehen und/oder auf den Papiereingang.
  - Ihr theoretischer Abteil hängt mit der unvermeidlichen Verzerrung bei der Projektion der Erdkugel auf die Ebene zusammen, bei der sich die Länge von Strecken etwas ändert. Vom geometrischen Blattschnitt ist sie hingegen unabhängig, wenn dieser genau genug ausgeführt ist.
  - Der Papiereingang kann hingegen durch die Wahl der Papiersorte in praktikablen Grenzen (unter etwa 2 mm) gehalten werden.
- In der Geologie eine Trennfuge, Spalte oder Klüftung zwischen verschiedenen Gesteinskörpern oder Formationen. Häufige Ursachen sind die Frostsprengung oder eine geologische Störungslinie (fossile oder aktive Geodynamik).
- Im Maschinenbau oder Bauwesen, wenn mehrere Bauteile oder Werkstücke durch Überschreitung der Fertigungstoleranz nicht passgenau aneinandergefügt werden können (zum Beispiel beim Zusammenbau eines Tanks oder im Fertigbau)
- in der Medizin der Abstand zwischen den Rändern einer Wunde oder zwischen den Kontaktflächen eines Gelenks.